# Milioner (film 1977)
Milioner – polski film obyczajowy z 1977 r. w reżyserii Sylwestra Szyszki, z Januszem Gajosem w roli głównej.

## O filmie
W założeniach twórców film miał ukazać złe cechy polskiej mentalności i być ilustracją zjawiska społecznego określanego mianem „polskiego piekła”.
Był to ostatni film z udziałem Jadwigi Andrzejewskiej, która zmarła miesiąc po premierze filmu i jeden z ostatnich filmów z udziałem Zdzisława Maklakiewicza, który również zmarł miesiąc po premierze.
Lokacje: Giżycko, Kamionki (w obecnym województwie warmińsko-mazurskim).

## Fabuła
Tytułowym bohaterem filmu jest chłoporobotnik Józef Mikuła. Na co dzień prowadzi on wraz z matką małe gospodarstwo rolne oraz pracuje jako kierowca ciężarówki w pobliskiej cementowni. Jego sytuacja materialna ulega diametralnej zmianie, gdy dzięki wygranej w totolotka, staje się posiadaczem miliona złotych. Choć stara się nie rozgłaszać tego faktu, wiadomość o jego szczęściu i tak szybko rozchodzi się wśród mieszkańców wsi, w której mieszka.
Po odebraniu całej sumy pieniędzy z PKO Mikuła porzuca pracę kierowcy i zaczyna modernizować oraz powiększać swoje gospodarstwo. Wszystkie te jego działania spotykają się z jawną niechęcią sąsiadów, tym bardziej, że przyszła żona Józefa demonstracyjnie obnosi się z bogactwem. Przejawy sąsiedzkiej zawiści są coraz częstsze, a akty wrogości coraz bardziej dotkliwe. Nieznani sprawcy m.in. podpalają stodołę Mikułów, psują traktor, trują kury i zabijają psa. To wszystko najbardziej dotyka matkę Józefa, która nie może pojąć, dlaczego takie krzywdy wyrządzają im ludzie, z którymi dotąd zawsze żyli w zgodzie. Gdy pewnego dnia ktoś wpędza ich krowy do bagnistego stawu, kobieta dostaje ataku serca. Dopiero teraz na mieszkańców wsi przychodzi opamiętanie i spieszą na ratunek tonącym zwierzętom.

## Obsada
- Janusz Gajos – Józef Mikuła
- Jadwiga Andrzejewska – matka Józefa
- Ewa Ziętek – Zośka, żona Józefa
- Elżbieta Jasińska – Jadźka, siostra Zośki
- Wanda Neumann – Kasia Banachowa, koleżanka Zośki
- Tadeusz Teodorczyk – Walczak, sąsiad Józefa
- Henryk Hunko – Grochowski, gość na weselu Józefa i Zośki
- Jan Paweł Kruk – Wiktor, mąż Jadźki
- Zbigniew Lesień – kolega Józefa
- Janusz Kłosiński – kierownik cementowni
- Zdzisław Maklakiewicz – Stasio, kierownik sklepu
- Witold Pyrkosz – urzędnik
- Wirgiliusz Gryń – urzędnik
- Leon Niemczyk – taksówkarz
- Józef Nalberczak – komendant MO
- Adam Baumann – kierowca w cementowni
- Włodzimierz Kwaskowski – dyrektor oddziału PKO
- Stanisław Michalski – komendant straży pożarnej
- Bogusz Bilewski – majster murarski Bil
- Zygmunt Malawski – kierownik restauracji
- Grażyna Bałabańska – piosenkarka na zabawie
- Ewa Nijaki – barmanka Bronka

## Nagrody
Nagroda dla Janusza Gajosa na Festiwalu Polskich Filmów Fabularnych w Gdańsku w 1977 r. za rolę męską.